# Orthotheca
Orthotheca là một chi rêu trong họ Calymperaceae.